# Nilsiä (quartier)
Nilsiä est un quartier de Kuopio en Finlande,.

## Description
Nilsiä est le 50ème quartier de Kuopio, formé après la fusion en 2013 de l'ancienne municipalité de Nilsiä avec la ville de Kuopio.
Nilsiä est situé à 55 kilomètres au nord-est du centre de Kuopio par la route
En fin 2016, Nilsiä occupait 7,17 kilomètres carrés et comptait 3 070 habitants.
Nilsiä comprend, entre autres, une crèche, plusieurs garderies, le lycée de Nilsiä, la bibliothèque, un centre de médical, l’église orthodoxe de Nilsiä et la station de sports d'hiver Tahko.

## Lieux et monuments

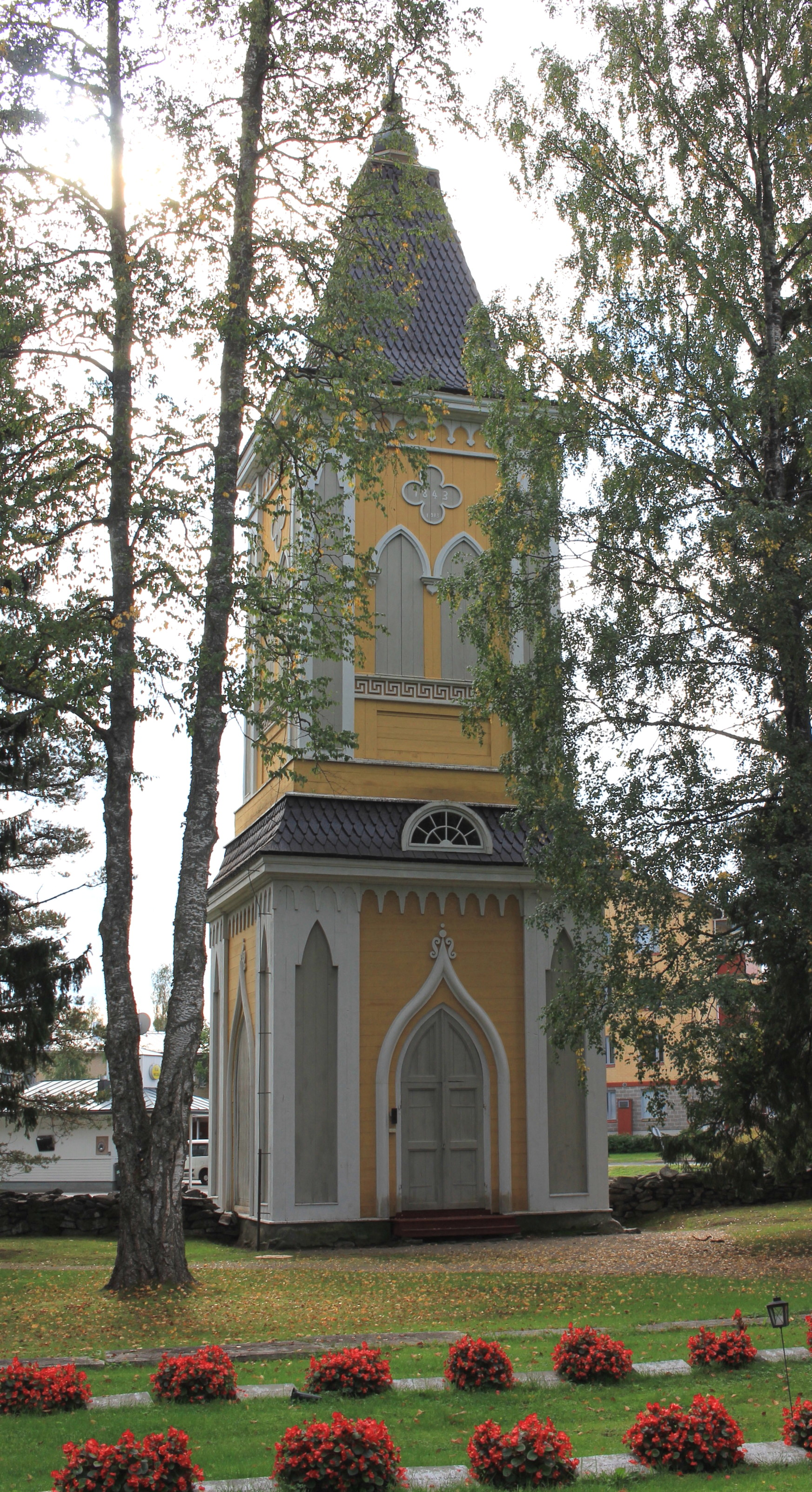
Le clocher.
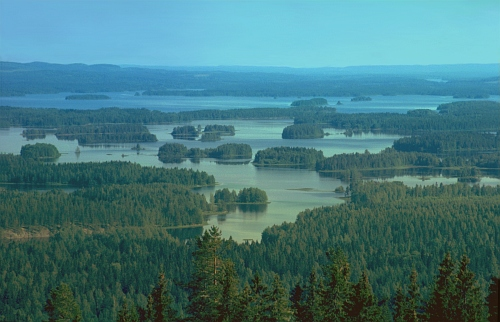
Le lac Syväri à Nilsiä.
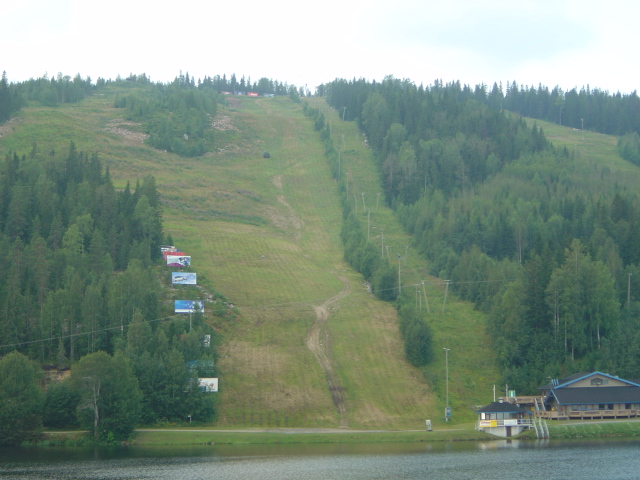
Le mont Tahkovuori à Nilsiä.